# HD 21749
HD 21749 (HIP 16.069, 2MASS J03265922-6329569) là một ngôi sao lùn đỏ với khối lượng khoảng 0,68 Mặt Trời trong chòm sao Võng Cổ, cách Trái Đất khoảng 53 ly (16 pc). Vào ngày 7 tháng 1 năm 2019, ngôi sao này được xác nhận là có hai ngoại hành tinh: một ngoại hành tinh có kích cỡ như Sao Hải Vương nhưng nóng, có tên là HD 21749b; và một ngoại hành tinh khác tên là HD 21749c. Hai ngoại hành tinh này đều được phát hiện bởi Transiting Exoplanet Survey Satellite (TESS).

## Đặc điểm của ngôi sao
HD 21749 là một ngôi sao có khối lượng xấp xỉ khoảng 68% khối lượng Mặt Trời và sở hữu 76% bán kính của Mặt trời. Ngôi sao này có nhiệt độ bề mặt là 4571 K  nếu lấy nó ra so sánh, thì Mặt trời có nhiệt độ bề mặt là 5778 K, cả hai chỉ cách nhau khoảng 1207 K.
Độ lớn biểu kiến của ngôi sao, hoặc độ sáng của nó xuất hiện từ phối cảnh của Trái đất là 8.143.

## Hệ hành tinh
HD 21749 được biết có ngoại hành tinh quay quanh nó: HD 21749b là một hành tinh nóng có kích cỡ bằng sao Hải Vương, cấu tạo có thể là từ đá; và HD 21749c là một hành tinh cỡ bằng Trái đất.

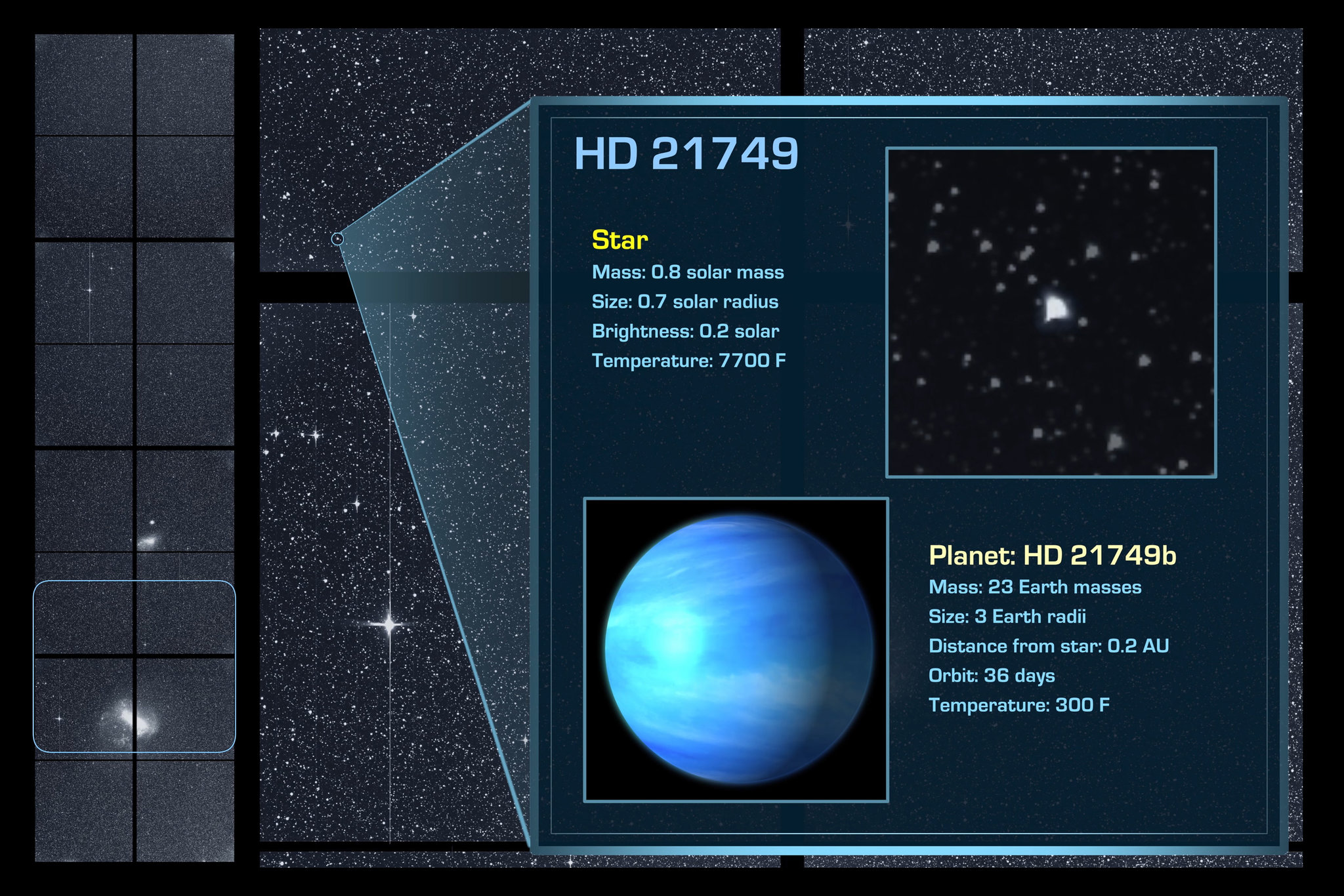
Sao HD 21749 và được xác nhận rằng HD 21749b là một ngoại hành tinh của sao này.

| Thứ tự hai ngoại hành tinh từ sao | Khối lượng             | Trục bán nguyệt (AU) | Chu kỳ quỹ đạo (ngày) | Độ lệch tâm | Độ nghiêng | Bán kính               |
| --------------------------------- | ---------------------- | -------------------- | --------------------- | ----------- | ---------- | ---------------------- |
| b                                 | Siêu sao Hải Vương M ⊕ | -                    | 36 ngày               | -           | -          | Tiểu sao Hải Vương R ⊕ |
| c                                 | -                      | -                    | -                     | -           | -          | Tiểu Trái đất R ⊕      |